# Тайный совет Таиланда
Тайный совет Таиланда (тайск. คณะองคมนตรีไทย) — орган государственной власти Таиланда. Тайный совет назначается Королём Таиланда и является совещательным органом Короля Таиланда. Тайный совет занимается вопросами престолонаследия и Дома Чакри. В его состав входит не менее восемнадцати членов. Король единолично назначает членов Тайного Совета и его председателя.
По Конституции Таиланда от 2007 года, Совет имеет широкие полномочия и ответственность по отношению к монархии Таиланда и дома Чакри. Офисы Тайного совета находятся в Палате Тайного совета на Sanamchai Road в районе Phra Nakhon Бангкока.
С 27 мая 2019 года председателем Тайного совета Таиланда является Сураюд Чуланонт.
Согласно Конституции Таиланда, Тайный совет не вмешивается в политику. Однако, после военного переворота 2006 года, Тайный совет обвинялся вмешательстве в политику страны. Тайный совет критиковали и за то, что он состоит почти полностью из отставных военачальников и сотрудников судебных органов.

## История

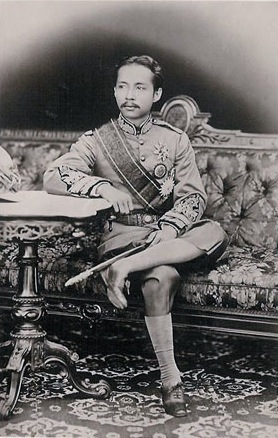
Король Чулалонгкорн основал первый Тайный совет Сиама

Первый аналог современного Тайного Совета функционировал ещё при короле Чулалангкорне (Рама V), который увлекался западной моделью управления государством.
Первый Тайный Совет был учрежден королевским указом 8 мая 1874 года. Первоначально король Чулалонгкорн (Рама V) создал два совета: Тайный совета Сиама (49 членов) и Государственный совет, состоящий из 12 членов, название которого впоследствии было изменено на Совет Министров. Тайный совет был создан для решения законодательных вопросов, а Государственный совет стал одним из первых вариантов кабинета Министров.
В 1910 году трон Чулалонгкорна наследовал его сын, король Вачиравуд (Vajiravudh) (Рама VI), который в начале своего правления назначил 40 членов Тайного Государственного Совета. Король за время своего 15 летнего правления каждый год, в апреле, во время Тайского Нового Года назначал новых членов и когда в 1925 году король Ватчиравут умер, в составе Тайного совета было уже 233 членов.
Король Праджадхипока (Рама VII), который в 1925 году стал преемником своего брата, решил полностью перестроить структуру Совета. Он создал три совета: Верховный Государственный Совет Сиама, состоящий из пяти старших принцев, аналог бывшего Государственного совета, Совет секретарей — бывший Совет Министров и Тайный Государственный Совет.
Пять старших принцев Верховного Государственного Совета Сиама:
- Фельдмаршал, его Королевское Высочество Принц Праджюраправансавун.
- Фельдмаршал, его Королевское Высочество Принц Маха Чакри Сириндхорн.
- Его Королевское Высочество Принц Нарисара Нуаметипвонг.
- Его Королевское Высочество Принц Маха Чакри Сириндхорн.
- Его Королевское Высочество Принц Киттиракул Чантабури Наринат.

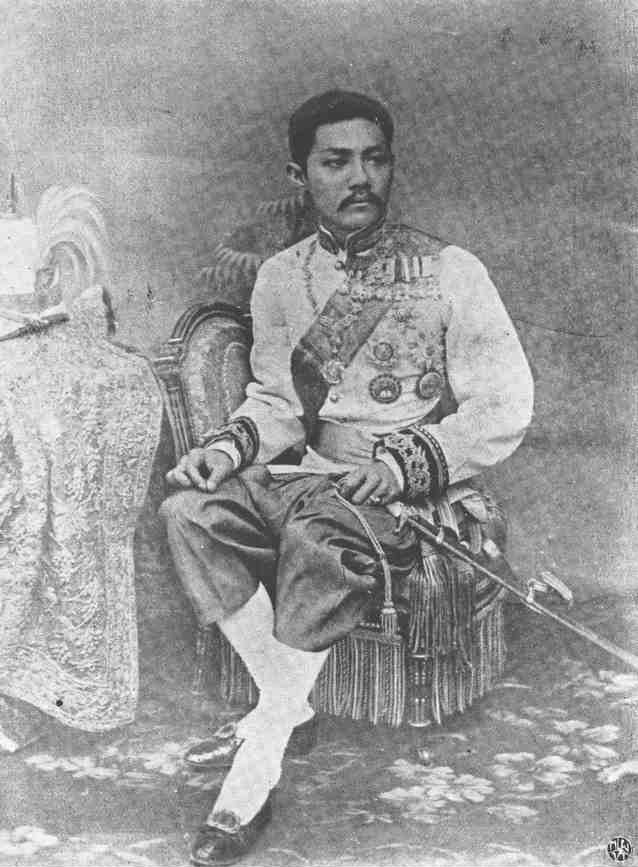
Принц Праджюраправансавун (กรมพระยาภาณุพันธุวงศ์วรเดช)
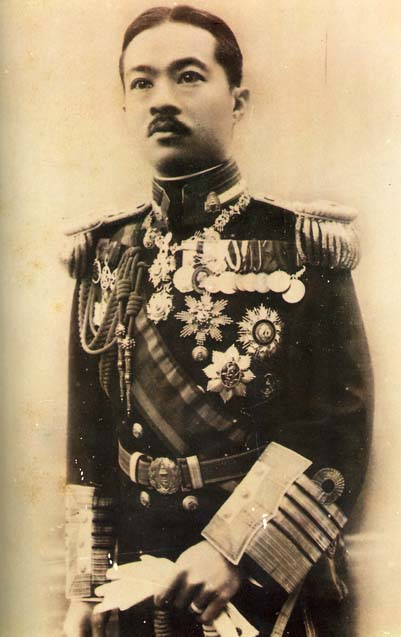
Принц Маха Чакри Сириндхорн (กรมพระนครสวรรค์วรพินิต)
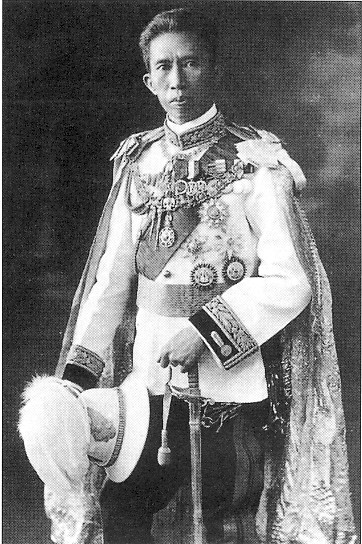
Принц Нарисара Нуаметипвонг (กรมพระยานริศรานุวัดติวงศ์)
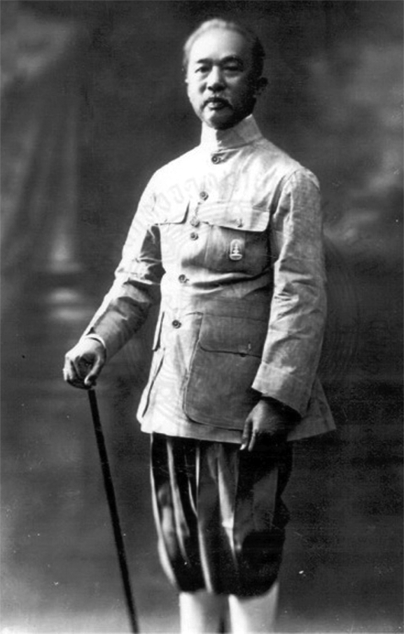
Принц Маха Чакри Сириндхорн (กรมพระยาดำรงราชานุภาพ0)
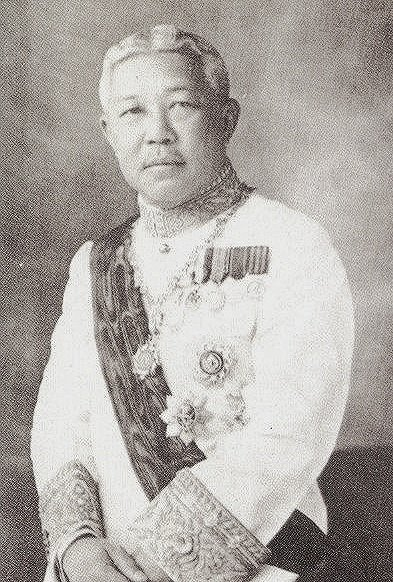
Принц Киттиракул Чантабури Наринат (กรมพระจันทบุรีนฤนาถ)

Роль Тайного совета была сведена к небольшим законодательным функциям. Главным советником Короля Праджадхипока стал Верховный Государственный Совет Сиама.
24 июня 1932 года группа Кхана Ратсадон (Народная партия) во главе с военными захватила власть в Бангкоке. Военные отменили систему абсолютной монархии, изменили государственное устройство Сиама на парламентскую конституционную монархию, потребовали от Короля Праджадхипока принять Конституцию для народа Сиама. Король предоставил им временный вариант Конституции. Постоянная Конституция страны была принята в декабре 1932 года. Народная Партия, придя к власти, упразднила Верховный государственный Совет Сиама и Тайный Совет, а Совет секретарей заменила Комитетом Народного Сиама.
После этих событий в течение 15 лет в Таиланде не было Тайного Совета. Только в 1947 году Новая Конституция Сиама воссоздала Тайного совет при короле Пхумипоне Адульядете, с названием Верховный государственный совет. Этот совет существовал с 1947 по 1949 года. В его состав входили:
- Принц Чайнат, председатель Совета;
- Принц Рангсит Прайрасакди;
- Принц Дханиват Бривхакон;
- Принц Лонгкорн Адирексорн Удомсакди;
- Генерал Полиции Адул Адулядейчрат;
- Прай Мановаратсеви.

В 1949 году, согласно Новой Конституции Таиланда, Верховный государственный совет был переименован в Тайный совет Таиланда. В нынешнем виде Тайный совет, как орган государственной власти, был создан после принятия Конституции от 2007 года.
Действующая конституция предусматривает, что Тайный совет состоит из не более восемнадцати членов. Члены совета назначаются и освобождаются по воле Короля, однако назначения членов совета должны быть подписаны председателем Тайного совета.
Председателем Тайного совета Таиланда с 27 мая 2019 года является Сураюд Чуланонт.

## Члены Тайного Совета

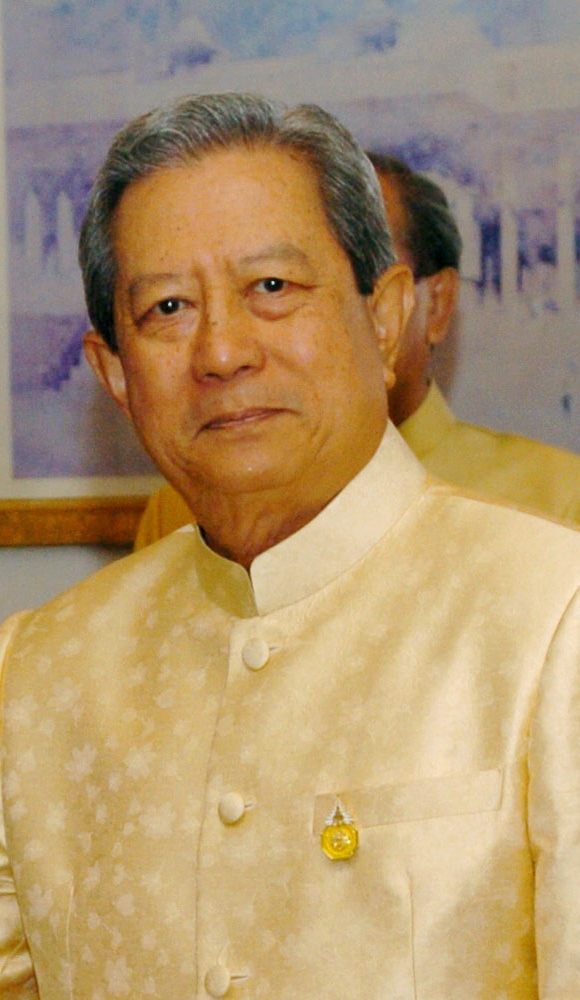
Сураюд Чуланонт, Председатель Тайного совета Таиланда

К членам Тайного совета предъявляется следующие требования: они не могут быть членами: Палаты представителей, сенаторами, членами избирательной комиссии, омбудсменами, членами Национальной комиссии по правам человека, судьями Конституционного суда, судьями административного суда, членами Национального Комиссии по борьбе с коррупцией, членами Государственной ревизионной комиссии, должностными лицами, имеющими постоянную должность или получающими постоянную заработную плату от Правительства Таиланда, должностными лицами государственного предприятия. Члены Тайного совета не должны состоять в политических партиях и проявлять лояльность по отношению к любой политической партии Таиланда.
После того, как король назначил советников, они должны принять присягу в присутствии Короля и вступить в должность. Текст присяги: «Я, …, торжественно заявляю, что буду хранить верность Его Величеству Королю и будет добросовестно выполнять свои обязанности в интересах страны и народа. Я также буду поддерживать и соблюдать Конституцию Королевство Таиланд во всех отношениях».
Советник освобождает должность в результате смерти, отставки или отстранения по воли Короля. Председатель Тайного совета Таиланда является руководителем и главным советником Тайного совета. Король сохранил за собой право назначать и смещать председателя Тайного совета.

### Список тайных советников
По состоянию на декабрь 2023 года совет состоял в основном из отставных военачальников и представителей судебных органов, в его состав входило 19 членов:
- Сураюд Чуланонт (председатель)
- Касем Ватаначай
- Палакорн Суваннарат
- Чалит Пукбхасук
- Супачай Пхунгам
- Аттанити Дисата-Амнардж
- Пайбун Комчая
- Дапонг Ратанасуван
- Чарунтхада Карнасута
- Кампанат Руддит
- Понгтеп Нутеп
- Чираю Исарангкун На Аютхая
- Амфон Киттиамфон
- Чалермчай Ситтисарт
- Йом Рунгсаванг
- Нурак Мапранит[6]
- Касем Чанкаев
- Бандит Малаарисон
- Прают Чан-Оча[7]